# Zdenko Jedvaj
Zdenko Jedvaj (* 13. Januar 1966 in Mostar, SR Bosnien und Herzegowina, SFR Jugoslawien) ist ein ehemaliger jugoslawisch-kroatischer Fußballspieler. Er ist der Vater des Fußballspielers und Vizeweltmeisters Tin Jedvaj.

## Karriere
Zdenko Jedvaj begann seine Profikarriere 1987 beim FK Velež Mostar und spielte dort fünf Jahre. Es folgten jeweils zwei Spielzeiten beim NK Zagreb von 1992 bis 1994 und HNK Segesta Sisak von 1994 bis 1996. Im Anschluss wechselte er zu HNK Rijeka. 1997 verließ er Kroatien und wechselte nach Österreich zum DSV Leoben, für den er in anderthalb Jahren in der zweiten Liga 46 Spiele absolvierte. Zum Abschluss seiner Karriere ging er zum Jahresbeginn 1999 zum SV Rapid Lienz. Mit der Auflösung des Vereins Mitte 2000 beendete er auch seine Profikarriere.